# Wielka woda (film)
Wielka woda (oryg. Големата вода) – północnomacedońsko-czesko-niemiecko-amerykański dramat filmowy z 2004 roku w reżyserii Iwo Trajkowa, zrealizowany na podstawie powieści Żiwko Czingo pod tym samym tytułem. Północnomacedoński kandydat do Oscara w kategorii filmu nieanglojęzycznego.

## Fabuła
Znany macedoński polityk Lem Nikodinoski w ciężkim stanie jest przewożony do szpitala wojskowego. Nieświadomy tego, co dzieje się wokół niego Lem przypomina sobie wydarzenia z roku 1944. W pobliżu dużego jeziora otwarto sierociniec, przeznaczony dla dzieci z rodzin „podejrzanych politycznie”. Mały Lem został przywieziony do sierocińca po tym, jak znaleziono go błąkającego się na polu ryżowym. 
W sierocińcu dzieci są poddawane indoktrynacji. Pewnego dnia pojawia się w nim Isak – chłopiec, którego szaleństwo odróżnia od pozostałych dzieci. Okrucieństwo życia w sierocińcu zaczyna długą drogę Lema na szczyty politycznej hierarchii.
Film zdobył cztery nagrody w 2005 na Festiwalu Filmów Śródziemnomorskich w Walencji.

## Obsada
- Saszo Kekenowski jako Lem Nikodinoski
- Maja Stankowska jako Isak Keyten
- Mitko Apostolowski jako Warden
- Werica Nedeska jako towarzysz Olivera
- Risto Gogowski jako Bellman
- Nikolina Kujaca jako Werna
- Meto Jovanowski jako stary Lem
- Aleksandar Ribak jako Metodija Griskoski
- Vladimir Swetiew jako Sekule, nauczyciel geografii
- Petar Mircewski jako Derwutoski, nauczyciel wf
- Goce Deskoski jako Klimoski
- Marina Cakalowa jako Lence
- Zoran Popowski jako Nikolce
- Oliver Trifunow jako Spasko
- Rade Šerbedžija jako stary Lem (głos)